# Dafárské povstání

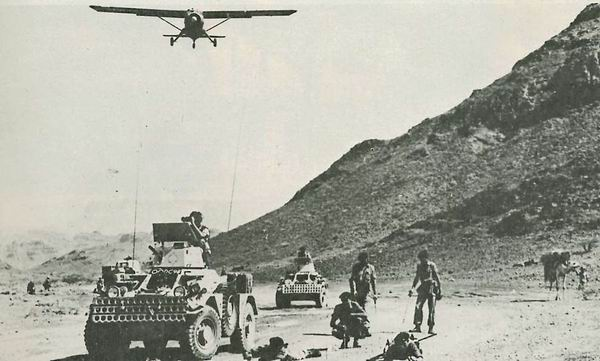
Britští vojáci v Jemenu.

Dafárské povstání (arabsky حـرب ظفار‎) vypuklo v roce 1962 v ománské provincii Dafár proti sultanátu Maskat a Omán, který byl podporován Velkou Británií. Skončilo v roce 1975 porážkou povstalců, avšak stát Omán následně prošel radikálními reformami a modernizací. Na straně Ománu stály mimo Velké Británie i Jordánsko s Íránem. Povstalce tiše podporoval SSSR, o čemž svědčí řada sympatizujících článků v sovětském dobovém tisku.
Sultán Taímur bin Saíd byl sesazen svým synem Kábúsem bin Saídem za pomoci Britů.